# كريستين إليزابيث غودوين
كريستين إليزابيث غودوين (بالإنجليزية: Kristin Elizabeth Goodwin) هي ضابطة متقاعدة في القوات الجوية الأمريكية برتبة لواء (Brigadier General). كانت أول امرأة تتولى قيادة الجناح الثاني للقاذفات (2nd Bomb Wing)، أحد أبرز تشكيلات القاذفات الاستراتيجية في سلاح الجو الأمريكي.

## التعليم والمسيرة المبكرة
تخرّجت غودوين من أكاديمية القوات الجوية الأمريكية، وبدأت مسيرتها المهنية كطيّارة نقل، قبل أن تتخصص في قيادة الطائرات القاذفة. شغلت مناصب قيادية متعددة في العمليات الجوية، وساهمت في تدريب وتأهيل طواقم الطيران.

## المناصب القيادية
تولت غودوين قيادة الجناح الثاني للقاذفات في قاعدة باركسديل الجوية، لتكون أول امرأة تتولى هذا المنصب. ثم عُيّنت لاحقًا قائدًا للطلبة في أكاديمية القوات الجوية الأمريكية، وهو منصب رفيع ضمن هيكل الأكاديمية العسكرية.
غير أنها أُعفيت من هذا المنصب بعد خضوعها لتحقيق أجرته المفتشية العامة للقوات الجوية، ولم تُعلن تفاصيل التحقيق رسميًا.

## خدمتها في قوات الفضاء
بعد مغادرتها الأكاديمية، تولت غودوين منصب رئيسة أركان قيادة عمليات الفضاء (Space Operations Command) ضمن قوة الفضاء الأمريكية، وهي الهيئة المسؤولة عن تنفيذ مهام الفضاء الوطنية والعسكرية.

## الطائرات والعمليات العسكرية
طوال مسيرتها في القوات الجوية الأمريكية، تدربت كريستين غودوين على عدد من الطائرات المتقدمة، وشاركت في عمليات تدريب وقتالية، من أبرزها:
- طائرة C-130 Hercules: بدأت مسيرتها كطيّارة نقل على هذه الطائرة، وهي طائرة متعددة المهام تُستخدم لنقل الجنود والمعدات في بيئات معقدة.
- طائرة B-2 Spirit: قادت لاحقًا هذه القاذفة الشبح المتطورة، والتي تُعد من أكثر الطائرات تعقيدًا في العالم. كانت من أوائل النساء المؤهلات للطيران على متنها، ضمن المهمات عالية السرية في سلاح الجو.
- طائرة B-52 Stratofortress: ساهمت في قيادة وتدريب طواقم هذه القاذفة الثقيلة خلال فترة قيادتها للجناح الثاني للقاذفات في قاعدة باركسديل.
شاركت غودوين في عدد من المهمات الدولية، بما في ذلك دورات انتشار في مناطق الصراع ومهام ردع استراتيجية، وساهمت بشكل مباشر في تدريب الطيارين في البرامج القتالية المتقدمة.

## التقاعد
أُعلن عن تقاعد غودوين في أو قبل أبريل 2024، منهية بذلك مسيرة مهنية امتدت لعقود في سلاحي الجو والفضاء الأمريكيين.

## الجوائز والتكريمات
خلال خدمتها، حصلت غودوين على عدد من الأوسمة والميداليات تقديرًا لتميزها، منها:
1. وسام الخدمة المتميزة للقوات الجوية
2. وسام الاستحقاق (الولايات المتحدة)
3. وسام الطيران الجوي
4. ميدالية الحملة العالمية لمكافحة الإرهاب
5. ميداليات خدمة متعددة للعمليات القتالية والتدريب

## الخلفية الشخصية
لم تُنشر الكثير من التفاصيل حول حياتها الشخصية في المصادر الرسمية، لكنها عُرفت بدعمها للتنوع والشمول داخل القوات المسلحة. كما كانت من أوائل القيادات العسكرية النسائية المنفتحة الهوية في القوات الجوية، وشاركت في مؤتمرات تناقش القيادة الأخلاقية وحقوق الأفراد داخل الجيش.